# Euphorbia juvoklanti
Euphorbia juvoklanti är en törelväxtart som beskrevs av Ferdinand Albin Pax. Euphorbia juvoklanti ingår i släktet törlar, och familjen törelväxter.
Artens utbredningsområde är Kamerun. Inga underarter finns listade i Catalogue of Life.